# Abdullahi Issa
Abdullahi Issa Mohamud (somali: Cabdullahi Ciise Maxamuud) (Afgooye 1922-1988) fou primer ministre de Somàlia, i la persona que va exercir aquest càrrec per primera vegada (1956-1960). Era membre del subclan habar gedir dels hawiye.
Estudiava quan es va produir la II Guerra Mundial i fou un dels fundadors de la Lliga de la Joventut Somali (el 1943 es va fundar com a Club de la Joventut Somali i va esdevenir partit el 1947). Va pujar dins el partit i va esdevenir secretari general. Va anar a Paris i Nova York per proclamar el dret dels somalis a la independència.
El 1956 fou elegit diputat a l'assemblea legislativa del mandat italià, a les llistes del seu partit. El 29 de febrer de 1956 fou nomenat primer ministre del mandat. El 1959 fou reelegit com a diputat i com a primer ministre, i a més va exercir algun temps les cartes d'Afers Exteriors, d'Interior i de Justícia. L'1 de juliol de 1960 l'assemblea va nomenar Aden Abdullah Osman Daar com a president i Issa va deixar el càrrec de primer ministre que va exercir de facto fins al dia 12 de juliol al mateix temps que el seu col·lega Muhammad Haji Ibrahim Egal ho exercia a l'antiga Somàlia Britànica, quan fou nomenat primer ministre únic Abdirashid Ali Shermarke.
Issa fou nomenat ministre d'Afers Exteriors en el primer govern de la indepedència i va participar en nombrosos actes internacionals, incloent l'assemblea general de les Nacions Unides, i les conferències africanes de Lagos, Addis Abeba, Dakar i altres. El 1964 fou reelegit diputat per Beledweyne. El 1969 va quedar sota arrest domiciliari que va durar fins al 1973. Després va poder marxar exiliat a Suècia.
Va morir el 24 de març de 1988.